# Radim Dragoun
Radim Dragoun (* 1973) je český státní zástupce a policista, v letech 2018 až 2023 ředitel Generální inspekce bezpečnostních sborů (GIBS). Od září 2023 působí jako vrchní státní zástupce Vrchního státního zastupitelství v Olomouci.

## Život
V roce 1993 začínal jako policista v oddělení hlídkové služby Most. V letech 1994 až 1997 vystudoval Policejní akademii ČR v Praze, kde získal bakalářský titul. Magisterské studium dokončil na Právnické fakultě Západočeské univerzity v Plzni, kde také dokončil doktorské studium s titulem Ph.D. Vedoucí jeho disertační práce byla pozdější ministryně spravedlnosti ČR za hnutí ANO 2011 Helena Válková.
Během aféry kolem „rychlostudentů“ plzeňských práv se objevilo i jeho jméno, školu totiž dokončil během tří let. Tehdy již státní zástupce Dragoun ale odmítl jakékoli pochybnosti, v Plzni mu podle jeho slov uznali řadu zkoušek z Policejní akademie, a on si tak mohl spojit druhý se třetím a také čtvrtý s pátým ročníkem.
Od roku 2007 působil jako vedoucí státní zástupce Okresního státního zastupitelství v Lounech. Jeho specializací v kauzách, které dozoroval, byla korupční činnost a trestná činnost ve věznicích. Jako žalobce se zabýval několika známými kauzami, mezi nimi například případem korupce dvou litoměřických soudců Josefa Knotka a Ladislava Jelínka. Ti podle obžaloby za úplatu ovlivňovali výsledek několika kauz.
Disponuje prověrkou na stupeň „důvěrné“. V justičních kruzích je považován za blízkého spojence pražské vrchní státní zástupkyně Lenky Bradáčové.
V letech 2009 až 2018 byl příslušníkem aktivních záloh Armády ČR – zařazen byl u Vojenské policie. V letech 2017 až 2018 byl členem výkonného výboru Unie státních zástupců.

## Ředitel GIBS
Když na konci dubna 2018 skončil ve vedení Generální inspekce bezpečnostních sborů (GIBS) Michal Murín, přihlásil se do výběrového řízení na post jeho nástupce. Ve výběrovém řízení zvítězil, byl vybrán odbornou komisí ze 12 uchazečů. V srpnu 2018 jeho nominaci projednal sněmovní bezpečnostní výbor, 29. srpna 2018 ji schválila druhá vláda Andreje Babiše a premiér Andrej Babiš (ANO) jej do funkce jmenoval s účinností od 1. září 2018. Že se sněmovní bezpečnostní výbor nedozvěděl jména všech 12 kandidátů vytkla premiérovi Andreji Babišovi poslankyně Jana Černochová (ODS) jako údajnou netransparentnost. Poslanec Pavel Žáček (ODS) při jednání výboru poukázal na důvody odchodu šéfa GIBS Michala Murína, kterého podle inspekce premiér Andrej Babiš vystavoval tlaku, aby vedení opustil a na Úřadu vlády ČR měl premiér Babiš Murínovi uvést, že má do konce února možnost odejít „bez skandálu“ a později Babiš s Murínem zahájil kázeňské řízení.
Při sněmovních interpelacích premiér Babiš později přiznal, že ministrstvo financí (MF) Aleny Schillerové (za ANO) požádal o kontrolu hospodaření GIBS s veřejnými prostředky za roky 2016 a 2017, kterou MF zahájilo ke konci února 2018, on sám. V březnu 2019 Finanční úřad pro hlavní město Prahu vyměřil GIBS pokutu 2,1 mil Kč, kterou inspekce v červnu 2020 uhradila. V říjnu 2020 nový šéf GIBS Radim Dragoun premiéra Andreje Babiše písemně upozornil na výsledek daňové kontroly a informoval jej, že pokutu lze považovat za škodu na majetku způsobenou předchůdcem, Michalem Murínem.
Radim Dragoun GIBS reorganizoval – vyměnil pět ze třinácti krajských ředitelů, v roce 2018 z GIBS odešlo 45 lidí a do GIBS přišli policisté z bývalého Útvaru pro odhalování organizovaného zločinu (ÚOOZ) Roberta Šlachty, který byl považován za chráněnce (významného spojence) Andreje Babiše přinejmenším do roku 2013. Na nejvyšší post se z nich 1. prosince 2018 dostala Pavlína Foglar Marušincová – manželka bývalého detektiva někdejšího ÚOOZ Marka Foglara s úzkými vztahy na Andreje Babiše, která se stala náměstkyní pro trestní řízení. Inspekce GIBS se za Dragounova vedení zaměřila na vyšetřovatele kauzy Čapí hnízdo – padesátimilionového dotačního podvodu pro který stíhání čelili premiér Anrej Babiš a jeho blízcí. Desítky policistů nahradila a zaměřila se na hlavního vyšetřovatele Čapího hnízda Pavla Nevtípila – na jeho postup v kauze Neograph, poté, co dal na GIBS podnět jeho nadřízený Jan Ptáček – nový ředitel pražské policie, zatímco Ptáčkův předchůdce Miloš Trojánek před politickými tlaky vyšetřovatele Čapího hnízda bránil. GIBS se za Radima Dragouna měla laxně stavět k šetření odložení únosu syna premiéra Andreje Babiše na Ukrajinu.
Dne 28. října 2019 jej prezident Miloš Zeman na žádost předsedy vlády Andreje Babiše jmenoval brigádním generálem.
V září 2022 se veřejně vyjádřil k případu ještě v průběhu jeho vyšetřovaní inspektory GIBS, kdy se šetřil postup tří neuniformovaných policistů, kteří zaklekli a nasadili pouta patnáctiletému autistickému školákovi na mítinku předsedy hnutí ANO Andreje Babiše v Borovanech na Českobudějovicku: „Ještě jsme to neukončili, ale mohu konstatovat, že jako generální inspekce jsme v minulosti řešili řadu mnohem závažnějších zákroků, kde došlo k daleko významnějším újmám na zdraví či právech osob, proti nimž bylo zakročováno. Mediální odezva byla v tomto případě vůči zasahujícím policistům velmi silně negativní, někdy až hysterická a za hranou jejich presumpce neviny. Musím se vážně pozastavit nad tím, jaký se vůči nim spustil mediální lynč.“ Případ inspektoři GIBS nakonec odložili – z trestněprávní roviny zákrok policie a použití donucovacích prostředků shledali jako oprávněný, přiměřený a v souladu s právními předpisy.
Dne 31. srpna 2023 uplynulo pětileté funkční období a ve funkci skončil. Týden předtím jej, po výběru ze tří kandidátů, výběrová komise doporučila na post šéfa Vrchního státního zastupitelství v Olomouci. Na místo nového šéfa GIBS byl od 7. září 2023 vládou Petra Fialy jmenován Dragounův dosavadní náměstek Vít Hendrych, jehož jmenování projednal bezpečnostní výbor PSP ve čtvrtek 31. srpna 2023.

## Vedoucí Vrchního státního zastupitelství v Olomouci
Od poloviny července 2022 vedl Vrchní státní zastupitelství v Olomouci vrchní státní zástupce Radim Daňhel, který upozorňoval na problémy efektivního řízení brněnské a ostravské pobočky, na jejich personální obsazení. V červnu 2023 oznámil rezignaci s tím, že ve funkci vrchního státního zástupce skončí v červenci. Následně nastoupil jako státní zástupce v Kroměříži. Na jeho místo vedoucího Vrchního státního zastupitelství v Olomouci kandidovali ředitel Generální inspekce bezpečnostních sborů (GIBS) Radim Dragoun, dosavadní Daňhelův náměstek pověřený řízením Vrchního státního zastupitelství v Olomouci Radek Bartoš a evropský pověřený žalobce Adam Bašný. Výběrová komise ze tří kandidátů jednomyslně vybrala Dragouna a mluvčí Nejvyššího státního zastupitelství (NSZ) Petr Malý uvedl, že "na základě vyhodnocení pohovorů komise doporučila nejvyššímu státnímu zástupci jako nejvhodnějšího kandidáta Radima Dragouna, a to zejména z důvodů předchozí využitelné praxe ve vedoucích pozicích, kvalitně zpracované koncepce rozvoje Vrchního státního zastupitelství v Olomouci, přesvědčivého vystupování a vyjadřovacích schopností. Na tom se komise shodla jednoznačně a jednomyslně“. Pohovory s kandidáty vedla v pátek 25. srpna 2023 komise složená z náměstka nejvyššího státního zástupce Přemysla Poláka, ředitele odboru trestního řízení NSZ Romana Hájka, ředitele odboru závažné hospodářské a finanční kriminality NSZ Zdeňka Kasala, krajské státní zástupkyně v Plzni Anny Maříkové a za ministerstvo spravedlnosti vrchní ředitelka sekce dohledu a justice Klára Cetlová. V pátek 1. září 2023 státní zástupce Igor Stříž odeslal návrh na jmenování Dragouna ministru spravedlnosti Pavlu Blažkovi (ODS), jehož mluvčí Vladimír Řepka již dříve uvedl (avizoval), že se Blažek s Dragounem setká a další postup oznámí až od státního zastupitelství obdrží písemný návrh. Vrchní žalobce v Olomouci je jedním ze tří nejvýše postavených státních zástupců, po nejvyšším státním zástupci Igoru Střížovi a pražské vrchní státní zástupkyni Lence Bradáčové. V jeho kompetenci jsou nejzávažnější trestní kauzy z celé Moravy – včetně dozoru nad vyšetřováním možných machinací s městskými nemovitostmi, ze kterých už Národní centrála proti organizovanému zločinu (NCOZ) obvinila Otakara Bradáče, někdejšího koncipienta a spolustraníka stávajícího ministra spravedlnosti Pavla Blažka a prověřují další jeho bývalé koncipienty – stávající primátorku města Brna Markétu Vaňkovou (ODS), jejího náměstka Roberta Kerndla, i jejich okolí. V srpnu 2023 měl vrchní státní zástupce v Olomouci, v závislosti na délce právní praxe, měsíční plat kolem 220 tisíc hrubého – více než je plat ministrů.
Dne 21. září 2023 ministr spravedlnosti ČR Pavel Blažek jmenoval Dragouna vedoucím státním zástupcem Vrchního státního zastupitelství v Olomouci, a to s účinností od 25. září 2023.